# Flavylium
Das Flavylium-Kation ist die für viele Anthocyane bzw. Anthocyanidine charakteristische Grundstruktur, welche auch als in 2-Stellung durch einen Phenylrest substituiertes Benzopyrylium-Kation betrachtet werden kann. Der Name kann von dem Heterocyclus Flavan (2-Phenylchroman) abgeleitet werden, besser von dem dehydrierten Heterocyclus  2-Phenylchromen (Flaven). Formal kann es durch Abstraktion eines Hydrid-Ions aus Flaven entstehen. Weniger systematisch, aber näher an der Realität ist die Ableitung des Namens von dem heterocyclischen Keton Flavon, dessen Derivate oft eine gelbliche Farbe besitzen (Lateinisch: flavus, gelb, blond). Im Prinzip könnte durch Reduktion des Flavons das Flavylium-Kation erzeugt werden. Das unsubstituierte Flavylium-Kation kommt in der Natur nicht vor, jedoch zahlreiche Derivate mit Hydroxy-Gruppen (Pelargonidin, Cyanidin, Delphinidin). Salze des Flavylium-Kations mit komplexen Anionen, z. B. das Perchlorat, wurden durch Chemische Synthese gewonnen.

## Geschichte
Auf einer Sitzung der Gesellschaft Deutscher Chemiker in Berlin im Jahr 1907 berichtete Hermann Decker über Untersuchungen zur Synthese sogenannter Phenopyryliumsalze, die er an der Technischen Hochschule Hannover mit Theodor von Fellenberg durchgeführt hatte. Nachdem die Konstitution (Struktur) der Verbindungen erkannt worden war, wurde der Name Flavyliumsalze (s. o.) bevorzugt.
Zwei Verfahren wurden beschrieben:
- Die gleichzeitig von Josef Houben untersuchte Umsetzung von Cumarin mit dem Grignard-Reagens Phenylmagnesiumbromid.
- Die Reaktion von Salicylaldehyd mit Acetophenon und Chlorwasserstoff.

Die Ergebnisse wurden im selben Jahr in Justus Liebigs Annalen der Chemie publiziert.

## Gewinnung
Zur Synthese aus Cumarin wurde das mit Phenylmagnesiumbromid entstehende Reaktionsgemisch mit Mineralsäure hydrolysiert.  Durch Zusatz von Perchlorsäure konnte ein Salz isoliert werden, welches als „Phenopyryliumperchlorat“ bezeichnet wurde.
Die Ausbeute war jedoch gering.
Höhere Ausbeuten wurden nach der zweiten Methode erzielt: Eine Mischung äquimolarer Mengen Salicylaldehyd und Acetophenon wurde – mit oder ohne Lösungsmittel – mit Chlorwasserstoffgas behandelt. Die Reaktionsmasse wurde mit Salzsäure extrahiert. Der Extrakt wurde mit Eisen(III)-chlorid versetzt, wodurch das gelbe Tetrachloroferrat (FeCl4−) ausfiel. Ein besseres Ergebnis wurde durch Erhitzen der Edukte in einem Gemisch von Essigsäure und konzentrierter Salzsäure erzielt. Das gebildete Flavyliumchlorid konnte wiederum durch Zusatz von Eisen(III)chlorid als Tetrachloroferrat isoliert werden.
Diese Kondensationsreaktion beruht auf dem Prinzip der Aldolreaktion. Wie bei allen Aldolreaktionen mit verschiedenen Komponenten (Edukten) tritt das Problem der Selektivität auf, was Schwierigkeiten bei der Reinigung und den erzielten Ausbeuten zur Folge hat. Die Reaktion muss durch Zusatz von Basen (OH−) oder starken Säuren katalysiert werden. Im vorliegenden Fall handelt es sich um eine „saure Aldolkondensation“.  Analog wurde Flavyliumperchlorat durch Reaktion von Salicylaldehyd mit Acetophenon in Gegenwart von konzentrierter Salzsäure und  Perchlorsäure in unreiner Form erhalten.
Lässt man Salicylaldehyd mit Acetophenon unter basischen Bedingungen (OH−) reagieren, erhält man o-Hydroxybenzylidenacetophenon. Es soll vorteilhaft sein, dieses Hydroxyketon mit Salzsäure zum Flavyliumchlorid zu cyclisieren (zweistufige Synthese).

## Eigenschaften

### Physikalische Eigenschaften
Wie in den Pyrylium-Kationen liegt ein konjugiertes System von π-Elektronen vor. Die positive Ladung des Kations ist delokalisiert, was im Rahmen der „valence bond“-(VB)-Theorie durch drei Grenzstrukturen symbolisiert werden kann.
Nach quantenchemischen Rechnungen zeigt das Kation (schwache) Resonanz (Mesomerie) im Pyrylium-Ring, jedoch keine Wechselwirkung  mit dem π-Elektronensystem der Phenylgruppe.

### Chemische Eigenschaften
Das Flavylium-Kation bzw. die Verbindung Flavyliumperchlorat wurde mit zahlreichen Verbindungen umgesetzt. Da es eine positive Ladung trägt, sind Reaktionen mit nukleophilen  Partnern charakteristisch. Diese (symbolisiert mit Nu) können sich mit den Kohlenstoffatomen in 2- oder 4-Position assoziieren, was zu Derivaten des 2H- bzw. 4H-Phenylchromens führt.
4-Ethoxyflav-2-en (4-Ethoxy-2-phenyl-4H-chromen)  entsteht bei Raumtemperatur mit ethanolischer Natronlauge.
Dagegen reagiert Piperidin (Diethylether, Raumtemperatur) in 2-Stellung.
Die Reduktion mit Hydrid-Reagenzien führt zu Flavenen: Während  Natriumborhydrid in Acetonitril Flav-2-en (2-Phenyl-4H-chromen) liefert, ergibt Lithiumaluminiumhydrid in Diethylether Flav-4-en (2-Phenyl-2H-chromen), letzteres allerdings in mäßiger Ausbeute.

## Verwendung
Das Perchlorat kann als Reagens zur papierchromatographischen Analyse von Pflanzenextrakten verwendet werden.